# Alessandro Spinola
Alessandro Spinola (* 1. Mai 1589 in Genua; † 15. Januar 1676 ebendort) war der 112. Doge der Republik Genua und König von Korsika.

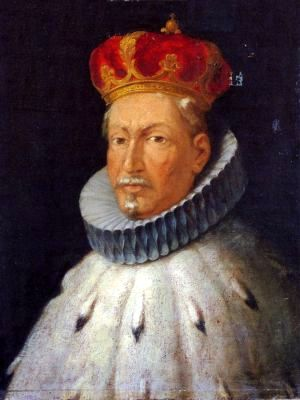
Alessandro Spinola

## Leben

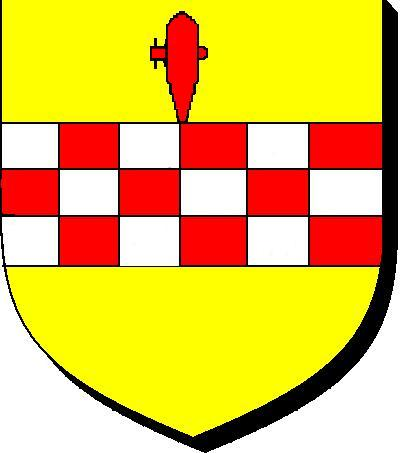
Wappen der Spinola

Alessandro Spinola, wurde 1589 in Genua als Sohn von Andrea Spinola aus dem Zweig der Luccoli und Brigida Lomellini geboren. Im Alter von 23 Jahren wurde er auserwählt, dem Botschafter des spanischen Hofes seine Aufwartung zu machen und ihm während seines Aufenthalts in Genua zu assistieren. Um 1614 übernahm er sein erstes Staatsamt als Protektor der armen Gefangenen und später im Magistrat des Straordinari.
Vor seiner Ernennung zum Senator der Republik bekleidete er weitere staatliche Ämter, wie z. B. als Protektor des Meeres, Capitano von Rapallo und im Magistrat der Münzen oder in der Banco di San Giorgio.
Er wurde am 9. Oktober 1654 zum Dogen gewählt: der 67. mit Zweijahresperiode und der 112. in der Geschichte der Republik. Als Doge wurde er auch mit dem damit verbundenen Zweijahresamt des Königs von Korsika ausgestattet.
In den Annalen werden als Ereignisse während seines Doganats der Kampf gegen die Piraterie an der ligurischen Küste, die Fortsetzung der Arbeiten am Albergo dei Poveri in Genua und eine neue Pestepidemie, welche die Bevölkerung Genuas und der umliegenden Dörfer dezimierte, erwähnt. Er beendete sein Mandat am 9. Oktober 1656.
Alessandro war mit Cecilia Sauli di Lorenzo verheiratet, mit der er fünf Kinder hatte, einen Sohn, Andrea und vier Töchter. Von diesen heiratete Anna Maria Stefano Pallavicini, die anderen wurden Nonnen.
Er starb 1665 in Genua und wurde in der Kirche San Francesco di Castelletto begraben.